# Bronwyn Eagles
Bronwyn Eagles (23 agosto 1980) è un'ex martellista australiana.

## Palmarès

### Mondiali
- 1 medaglia:
  - 1 bronzo (Edmonton 2001 nel lancio del martello)

### Giochi del Commonwealth
- 1 medaglia:
  - 1 argento (Manchester 2002 nel lancio del martello)

### Oceanici
- 1 medaglia:
  - 1 oro (Cairns 2010 nel lancio del martello)